# It's My Life (manga)
Pour les articles homonymes, voir It's My Life.
It's My Life (イッツマイライフ, Ittsumairaifu) est une série de mangas japonais scénarisés et illustrés par Imomushi Narita. Elle est publiée sur le site de mangas WEB Ura Sunday ainsi que sur l'application Manga One, tous deux appartenant à Shōgakukan, à partir de décembre 2014, et compte onze volumes. En France, la série est éditée par Ototo.
Une adaptation animée, réalisée par Creators in Pack sous la forme d'un OAV de quatorze minutes, est sortie le 30 janvier 2019 à la suite d'une campagne de financement participatif ayant permis de récolter plus de douze millions de yens.

## Synopsis
Alors que l'ancien chevalier impérial Astra L. Doomsday prend sa retraite et obtient enfin sa propre maison, Noah, une jeune sorcière, déboule en détruisant la fenêtre le jour de son installation. Elle est persuadée qu'il est le « dieu maléfique » et lui demande de la prendre à son service et de faire d'elle une puissante sorcière. Commence alors le quotidien burlesque de deux êtres aux âges très différents.

## Personnages
(avril 2021).
Le contenu est difficilement compréhensible vu les erreurs de traduction, qui sont peut-être dues à l'utilisation d'un logiciel de traduction automatique.

### Personnages principaux
Astra Ludger Doomsday (アストラ・ルドガー・ドゥームズデイ, Asutora Rudogā Dūmuzudei)
Voix japonaise : Tetsu Inada
Le personnage principal, âgé de 35 ans et grand de plus de deux mètres. Né dans un petit village appelé Takakarvi dans la partie centre-est du continent, ses parents sont décédés prématurément et il a grandi avec ses grands-parents.
Bien qu'il ait été le premier capitaine de l'Ordre des Saints Chevaliers de la Cité Impériale de Justicia, il a pris sa retraite tôt. Il aspirait à vivre dans sa propre maison depuis qu'il était enfant, et ce même s'il est devenu capitaine à l'âge inhabituellement précoce de 25 ans. Il est devenu chevalier pour pouvoir rassembler rapidement les fonds nécessaires à acheter sa maison. À cause de l'envie de ceux qui l'entouraient, en phase avec les paroles de Kyuss, les gens autour de lui se sont éloignés d'Astra. Depuis lors, il a toujours couvert son visage avec un masque, et continue de porter un uniforme, même avec des vêtements d'été.
Pour une raison quelconque, il vit avec Noah, et il s'amuse beaucoup tout en étant dérangé par Noah.
Il prend grand soin de sa maison et révèle clairement ses intentions meurtrières lorsque quelqu'un y porte atteinte. Cela est dû au souvenir de la rencontre d'une femme mystérieuse dans la forêt du nord de Takakarvi, alors qu'il était encore jeune. Astra a reçu une « magie de bénédiction » de la femme. Il reste dans sa maison pour obtenir le bonheur qui lui a été refusé à elle.
Comme il ne peut pas utiliser la magie, lors du combat contre un adversaire qui utilise la magie pendant les jours actifs des chevaliers, il le vainc avant qu'il ait pu lancer un sort.
Il chante quand il accroche le linge. Il ne pouvait pas dormir jusqu'à l'âge de 16 ans sans tenir son étrange animal en peluche préféré.
Son type de femme préféré est « un être semblable à un soleil qui illumine sa vie de façon éclatante ».
Noah O' Antikythira (ノア・オ・アンティキティラ, Noa O Antikitira)
Voix japonaise : Hiromi Igarashi
Une fille Antikythirienne vivant avec Astra, âgée de 8 ans. Initialement, elle prend Astra pour le dieu maléfique et vient chez lui afin qu'il lui apprenne la magie. La raison pour laquelle Noah ne peut pas utiliser la magie n'est pas que son pouvoir magique est trop  faible, mais qu'il est trop fort pour qu'elle puisse le contrôler. Une représentation est liée à cela, comme le rêve de la légendaire sorcière Arctica.
Comme elle était souvent seule, elle est douée pour les tâches ménagères. À cause de l'influence d'Elise, son hobby est de lire des livres, donc elle est intelligente.
Les yeux argentés des Antikythirien se transformeraient en pierres précieuses une fois sortis de leurs orbites. Elle est donc l'objet d'attaques de la part des brigands draconiens.
GorGor (ごあごあ, Go a go a)
Dragon Nídhogg. Il a une personnalité douce ; il ne mange que de la carcasse et n'attaque pas les vivants, mais il est gourmand et il a été apprivoisé par un dragon manju. Il aime Astra et Noah et se met en colère quand il est mis de côté lorsqu'ils sortent. L'aboiement est « goa » (normal), « goe » (quand il est désagréable) « go? » (En posant une question) « gowa » (en exprimant l'intimidation ou des sentiments heureux, etc.)
Dans le film, il est présenté comme un dragon sans yeux, mais quand il est triste, il verse des larmes de la zone où il semble en avoir.
A son arrivée chez Astra, ils ne communiquaient pas bien, mais, avec le temps, ils ont appris à communiquer. Il apporte sa contribution lors de la création d'un potager et d'une pergola, en attachant un pot de fleurs à un endroit élevé.
Il dort généralement près de la terrasse, de l'autre côté de l'entrée du foyer Astra.
Il y a 100 ans, il était conservé par les tribus Razamanaz d'Anathema et Waltari. Son nom à cette époque était El Dorado. Anathema et ses amis découvrent que leur mère est morte en conflit avec le monstre et qu'ils mangeaient innocemment la carcasse du monstre sans le savoir. Waltari lui a manqué, alors il est devenu un animal de compagnie. Quand Waltari est mort en raison de la courte vie propre à la tribu Razamanaz, le dragon est devenu gourmand à partir du moment où il a mangé sa pomme préférée, probablement à cause de son influence de Waltari.
Anathema lui a demandé de la manger à sa mort, mais au lieu de ça il lui a fait une tombe et l'a enterrée.
Après cela, il a erré dans le pays, mais les gens fuyaient à son arrivée à cause de la rumeur le désignant comme le « dragon portant la mort »
À cause de son odeur, il a été emmené à Astra, chez qui, une fois tous les deux jours, il est lavé dans la rivière. Il a la peau dure comme l'acier, et même s'il est frotté avec une brosse à récurer, il n'aura pas mal.
Hun prend soin de creuser un trou dans les bois loin de la maison pour faire ses besoins.
Yaboyoh (ヤボヨー, Yaboyō)
L'« animal en peluche » qu'Astra a donné à Noah, qui pourrait aussi bien être un cintre. Ce «Premier jouet en peluche pratique» serait un élément indispensable pour la famille Orc.
Noah soupçonne que ce soit plus qu'un simple animal en peluche, puisqu'il montre des comportements inattendus tels que « bouger les yeux », « sortir sans permission», « étirer et contracter les tentacules » et « émettre des rayons par les yeux ».

### Résidents du village des Frères
Un village paisible dans les bois où vivent des chats (Ketsey) et des chiens (Cousie).
Buntline Laihiara (バントライン・レイヒアラ, Bantorain Reihiara)
Le maire des frères de la race des chats. 56 ans, 185 cm. Il a une femme et des enfants. Il prend bien soin de lui et répond aux demande d'Astra.
Ses hobbies sont le jardinage et la culture de cactus.
Riruka Laihiara (リルカ・レイヒアラ, Riruka Reihiara)
La femme de Buntline. Elle sourit toujours.
Rosalia Laihiara (ロザリア・レイヒアラ, Rozaria Reihiara)
La fille de Buntline. A remporté le concours de beauté au marché aux puces de la forêt.
Riff Sung (リフ・サング, Rifu Sangu)
Une enseigne du magasin général autoproclamé « Sanctuaire ». 17 ans, 163 cm. Il vise à être un artisan d'outils magiques, mais ce qu'il fait est généralement de la mauvaise qualité. Il apprécie l'Antikythirienne Noah.
Funk Railroad (ファンク・レイルロード, Fanku Reirurōdo)
Garçon loup-garou. 9 ans, 128 cm. Sens sérieux et fort de la justice. Il étudie pour devenir pharmacien comme ses parents.
Slash Libertad (スラッシュ・リベルタド, Surasshu Riberutado)
Garçon de retriever. 9 ans, 127 cm. Il est un leader actif et fait souvent des farces. Un coordinateur pour tous ceux qui ont l'esprit vif et qui ont la capacité d'agir.
Shoegaze Mew (シューゲイズ・ミュー, Shūgeizu Myū)
Garçon chat siamois. 8 ans, 116 cm. Il porte des lunettes, mais n'est pas intelligent. C'est le plus méchant des quatre garçons. Son œil est étrange.
Emo Saosin (エモー・セイオシン, Emō Seioshin)
Garçon samoyède. Il adore les barres obliques et tire toujours la langue.

### Chevaliers impériaux
Oz Snowblind (オズ・スノウブラインド, Ozu Sunōburaindo)
Un vieil homme nain blanc et chef des chevaliers. Il a payé Astra et veut être nommé chef adjoint, mais il est refusé parce qu'Astra n'en a pas envie.
Il aime cuisiner et sa spécialité est les plats aux œufs.
Kyuss Arnold Sevenfold (カイアス・アーノルド・セヴンフォールド, Kaiasu Anorudo Sevunfōrudo)
34 ans, 194 cm de hauteur.
Le capitaine actuel de l'ordre des saints chevaliers de Justicia. Bien que ses capacités soient généralement excellentes, il n'a pas pu facilement passer l'examen de promotion en raison de problèmes de force physique et de comportement, ce qui le rendait différent d'Astra.
Dès son plus jeune âge, il a un complexe d'infériorité, mais il est dévoué à Astra et se trouve un rôle à occuper dans la peinture où il a un certain talent. Ils se sont installés et ont peint la caricature d'Astra chez Astra. Il s'est laissé attraper par Kraken pour obtenir l'aide d'Astra. Il s'est déguisé en femme pour Astra et a participé au concours Ajin / Beastman Bishoujo. Son amitié avec Noah se développe, car il saigne du nez et essaye de montrer ses nouveaux vêtements de nuit et ses sous-vêtements pour une fête.
À partir du jour 29, sur les conseils d'Astra, son équipement est remplacé par une cape en matériau léger, et il devient l'« homme aux deux épées », équipé de poignards aux deux bras.
Il a deux sœurs aînées qui n'apparaissent pas dans le film mais sont fortes.
Rosenrot Stein (ローゼンロート・シュタイン, Rōzenrōto Shutain)
Une femme à la peau sombre qui est le capitaine adjoint de la 1ère division. 27 ans. 171 cm. Elle préfère les vêtements avec beaucoup d'espace pour sa poitrine.
Née dans une famille avec de grandes qualités de mage, elle s'est intéressée à l'épée et a rejoint l'Ordre des Saints Chevaliers. Son style exploite à la fois  la magie et l'épée.
Kamelio Lot de Silverthorn (カミリオ・ロット・ド・シルヴァソーン, Kamirio Rotto do Shiruvasōn)
Chevalier de la garde impériale à l'allure de mousquetaire.

### Autres personnages
Elizabeth O' Antikythira (エリザベス・オ・アンティキティラ, Erizabesu O Antikitira)
La sœur de Noah et cheffe de la tribu Antikythirienne. 19 ans, 160 cm. Connue sous le nom « Elise ». Elle trouve Noah dans le « Temple des Saints » où elle va prier de temps en temps. Elle décide de s'occuper de Noah et lui donne son nom.
Elle est généralement calme, mais lorsqu'elle fait face à une situation imprévue elle perd ses moyens. Elle chérit Noah, mais croit être détestée par sa sœur. Elle utilise principalement la magie de la glace, mais maîtrise également d'autres magies.
Brigands draconiens (竜人盗賊団, Ryūto Tōzoku-dan)
Les frères Malcolm Hellsbells (マルコム・ヘルズベルズ, Marukomu Heruzuberuzu) et Angus Hellsbells (アンガス ・ヘルズベルズ, Angasu Heruzuberuzu). Ils se font repousser à chaque fois qu'ils tentent d'obtenir les yeux de Noah, que ce soit par Astra ou une conspiration des éléments. Toutefois, ils n'abandonnent jamais et continuent de revenir à la charge.
Harpy (ハーピィ族, Hāpī-Zoku)
Elles n'ont pas de nom propre individuel. Elles sont responsables du district Brethren West de la tribu Harpy qui dirige l'entreprise de livraison postale et se rendent régulièrement à la maison d'Astra dans ce cadre. Toute la course est extrêmement brillante et le slogan est "Hiho". Une course qui valorise les salutations et oblige les autres races à le faire.
Les harpies ont un haut du corps féminin humain, le bas du corps couvert de plumes et des pattes d'oiseaux. Les ailes et les mains sont séparées et chacun des quatre orteils a des griffes acérées. L'oiseau mâle s'appelle Garuda.
Garuda (ガルーダ族, Garūda-Zoku)
Hommes harpie, qui gèrent « Garuda Transport ». En outre, ils sont largement ouverts pour les achats de catalogue et les achats de voyages d'affaires d'articles désaffectés. Après tout, le message d'accueil est « Hiho ». Contrairement à la harpie, la tête est complètement en forme d'oiseau.
Motley Feelgood (モトリィ・フィールグッド, Motorī Fīruguddo)
Un vieux sorcier portant un masque de forme unique (médecin de la peste). 86 ans, 216 cm. Amoureux, doux pour les femmes et strict pour les hommes (même les patients).
Un grand elfe de l'île du sud-ouest. Quand il était jeune (environ 40 ans avant l'histoire principale), il a agi en tant que mercenaire et était connu pour sa grande combinaison Ajin avec Oz.
Riot John Real Blood Street (ライオット・ジョン・リール・ブラッドストリート, Raiotto Jon Rīru Buraddosutorīto)
Connu sous le nom de « Johnny ». Un ami d'enfance d'Astra et de Kyuss et le fils aîné d'un aristocrate. Il a une personnalité généreuse et libre d'esprit et parle toujours de manière polie et honorifique. Il appelle Astra « Tora-san » et Kyuss « Kai-san ».
Ils se sont rencontrés par hasard dans un contexte similaire à une fuite de chez eux, et bien qu'ils se soient entendus, ils sont rentrés et repartis chez eux. Il a continué son voyage en tant que barde, vainquant tous les monstres par lui-même et fabriquant des instruments de musique à partir de matériaux, mais est mort quand il a affronté le dragon.
Après cela, il a été ressuscité en tant que fantôme par le prêtre « Death Nell » et a formé un groupe avec le prêtre et d'autres morts-vivants ressuscités. Au début, il invite soudainement et de force Astra et Kyuss (et Elise) à sa performance live, mais glisse et inspire ses amis à s'améliorer.
Cult of the End (終焉の教団, Shūen no kyōdan)
Un « metal band » composé de morts-vivants relancés par la technique Live After Death du prêtre « Death Nell ».
Voix : « Death Nell » (Zombie), Basse : « Mummy Dust » (Momie), Batterie : « Gigolo Harmegido » (Squelette), Orgue : « Zombie Queen Guleh » (Zombie), Guitare « Johnny ». Le groupe est composé de 5 personnes et s'appelle « Le Ghost » (fantôme).
Astra, qui a entendu la première représentation en direct, lui a donné une impression regrettable qu'il ne comprenait pas, mais la nouvelle chanson et le premier écrit (premier album) qu'il a interprété au festival des récoltes du village des Frères après cela ont été bien accueillis (y compris la performance).
Leur apparence de morts-vivants est prise à tort pour un déguisement.

## Productions et supports

### Manga
La série est initialement publiée sur le site de mangas WEB Ura Sunday ainsi que sur l'application Manga One depuis décembre 2014, tous deux appartenant à l'éditeur Shōgakukan.
A l'occasion du festival de la bande dessinée d'Angoulême de 2019, les éditions Ototo annoncent la parution de la série de mangas It's My Life en français. Les deux premiers volumes paraissent simultanément le 22 mars 2019.

#### Liste des volumes
| no | Japonais         | Japonais          | Français          | Français          |
| no | Date de sortie   | ISBN              | Date de sortie    | ISBN              |
| -- | ---------------- | ----------------- | ----------------- | ----------------- |
| 1  | 17 mars 2015     | 978-4-09-125797-0 | 22 mars 2019      | 978-2-37717-178-1 |
| 2  | 17 juin 2015     | 978-4-09126-183-0 | 22 mars 2019      | 978-2-37717-195-8 |
| 3  | 9 octobre 2015   | 978-4-09-126587-6 | 21 juin 2019      | 978-2-37717-216-0 |
| 4  | 12 février 2016  | 978-4-09-127025-2 | 25 octobre 2019   | 978-2-37717-228-3 |
| 5  | 10 juin 2016     | 978-4-09-127304-8 | 31 janvier 2020   | 978-2-37717-243-6 |
| 6  | 12 octobre 2016  | 978-4-09-127391-8 | 10 juillet 2020   | 978-2-37717-274-0 |
| 7  | 10 février 2017  | 978-4-09-127516-5 | 25 septembre 2020 | 978-2-37717-296-2 |
| 8  | 19 juillet 2017  | 978-4-09-127657-5 | 26 février 2021   | 978-2-37717-311-2 |
| 9  | 12 décembre 2017 | 978-4-09-128048-0 | 4 juin 2021       | 978-2-37717-381-5 |
| 10 | 19 juin 2018     | 978-4-09-128319-1 | à venir           | 978-2-37717-417-1 |
| 11 | 19 octobre 2018  | 978-4-09-128699-4 | à venir           | 978-2-37717-426-3 |

### OAV
En janvier 2018, Shōgakukan lance une campagne de financement participatif dans le but de réaliser une adaptation de la série de mangas en anime. Différents paliers sont fixés, associés à différents niveaux d'ambition pour l'adaptation. 12 millions de yens (environ 100 000 euros) sont ainsi récoltés, sur un objectif maximal de 15 millions. Un OAV d'une durée de 14 minutes réalisé par Creators in Pack paraît le 30 janvier 2019.
Le scénario de l'OAV est un vide-grenier organisé par Astra. Il est l'occasion pour les différents personnages du manga de se retrouver.
Le thème musical de fin est la chanson «Turn the Page» de Blind Guardian.

#### Œuvres
Edition japonaise (manga)
1. 1 2  (ja) « ＩＴ’Ｓ　ＭＹ　ＬＩＦＥ　１ », sur shogakukan.co.jp (consulté le 5 avril 2021).
2. 1 2  (ja) « ＩＴ’Ｓ　ＭＹ　ＬＩＦＥ　２ », sur shogakukan.co.jp (consulté le 5 avril 2021).
3. 1 2  (ja) « ＩＴ’Ｓ　ＭＹ　ＬＩＦＥ　３ », sur shogakukan.co.jp (consulté le 5 avril 2021).
4. 1 2  (ja) « ＩＴ’Ｓ　ＭＹ　ＬＩＦＥ　４ », sur shogakukan.co.jp (consulté le 5 avril 2021).
5. 1 2  (ja) « ＩＴ’Ｓ　ＭＹ　ＬＩＦＥ　５ », sur shogakukan.co.jp (consulté le 5 avril 2021).
6. 1 2  (ja) « ＩＴ’Ｓ　ＭＹ　ＬＩＦＥ　６ », sur shogakukan.co.jp (consulté le 5 avril 2021).
7. 1 2  (ja) « ＩＴ’Ｓ　ＭＹ　ＬＩＦＥ　７ », sur shogakukan.co.jp (consulté le 5 avril 2021).
8. 1 2  (ja) « ＩＴ’Ｓ　ＭＹ　ＬＩＦＥ　８ », sur shogakukan.co.jp (consulté le 5 avril 2021).
9. 1 2  (ja) « ＩＴ’Ｓ　ＭＹ　ＬＩＦＥ　９ », sur shogakukan.co.jp (consulté le 5 avril 2021).
10. 1 2  (ja) « ＩＴ’Ｓ　ＭＹ　ＬＩＦＥ　１０ », sur shogakukan.co.jp (consulté le 5 avril 2021).
11. 1 2  (ja) « ＩＴ’Ｓ　ＭＹ　ＬＩＦＥ　１１ », sur shogakukan.co.jp (consulté le 5 avril 2021).